# Токаревка (Пензенская область)
Токаревка — деревня Ульяновского сельсовета Тамалинского района Пензенской области. На 1 января 2004 года — 23 хозяйства, 65 жителей.

## География
Деревня расположена на западе Тамалинского района, в 0,5 км северо-западнее села Берёзовка, расстояние до административного центра сельсовета села Ульяновка — 9 км, расстояние до районного центра пгт. Тамала — 7 км.

## История
По исследованиям историка — краеведа Полубоярова М. С., деревня образована в составе Кирсановского уезда Тамбовской губернии между 1862 и 1929 годами из жителей села Токаревки Тамбовского уезда. С 1939 года — в Берёзовском сельсовете Тамалинского района Пензенской области. В 2010 году Берёзовский сельсовет был упразднён, его территория вошла в состав Ульяновского сельского совета.

## Численность населения
| год                | 1939 | 1959 | 1979 | 1989 | 1996 | 2004 |
| ------------------ | ---- | ---- | ---- | ---- | ---- | ---- |
| количество жителей | 225  | 200  | 109  | 103  | 83   | 65   |

## Улицы
- Садовая.